# کایوئلا
کایوئلا (به اسپانیایی: Cayuela) یک شهرستان در اسپانیا است.